# Кульнево (Россонский район)
Кульнево (бел. Ку́льнева; до 30 июля 1964 года — Церковище, бел. Царкаві́шча) — деревня в Россонском районе Витебской области Республики Беларусь. В составе Соколищенского сельсовета.
Деревня носит имя генерала Я. Кульнева.

## География
Деревня расположена в 11 км на юго-запад от Россон и в 160 км на северо-запад от Витебска.

## История
Рядом с Кульнево находится старейший из известных историко-архитектурных комплексов района, памятник монументального военно-оборонного зодчества — Крепость Сокол. На сегодняшний день от неё сохранилась только возвышенная треугольная площадка в 1,5 км от деревни. Крепость была построена на высоком холме в стратегически подходящем для фортификации месте — у слиянии рек Нища и Дрисса, которые прикрывали цитадель с двух сторон; с третьего ее защищал вал длиной 200 м и высотой до 10 м. По планировке Сокол  был рыцарским замком европейского типа — они строились в труднодоступных местах, обычно на прямоугольной площадке. Крепость Сокол была окружена мощной стеной с угловатыми и фронтальными оборонительными башнями, завершенными остроконечными шатрами, поднятыми на мощных конических постаментах.
Во время Ливонской войны в 1579 г. осада крепости закончилась ее разрушением войсками Речи Посполитой.
Также в Кульнево расположены сразу 2 памятника, связанных с участников войны 1812 г. генералом-майором русской армии Яковом Кульневым. Один из них обозначает место, где в июле 1812 г. он был похоронен. Памятник установлен в 1830 г. Второй — стоит на месте, где Кульнев получил смертельное ранение.
Имя генерала Я. Кульнева присвоено деревне.

## Население
- 2019 год — 9 жителей (перепись населения)

## Достопримечательность
- Замчище крепости Сокол (XVI век) —  Историко-культурная ценность Республики Беларусь, шифр 213В000715. Расположено рядом с деревней Кульнево.

## Известные уроженцы
- Куксенок, Павел Антонович (1891—1941) — один из организаторов коммунистического подполья в Витебской области в Великой Отечественной войне.